# Pleurothallis pelicophora
Pleurothallis pelicophora är en orkidéart som beskrevs av Carlyle August Luer. Pleurothallis pelicophora ingår i släktet Pleurothallis och familjen orkidéer. Inga underarter finns listade i Catalogue of Life.